# That Guy with the Glasses
That Guy with the Glasses ist eine US-amerikanische Website, die Video-Kritiken und Parodien zu Kinofilmen, Fernsehserien und Videospielen anbietet. In den meisten Videos übernimmt Douglas Walker (* 17. November 1981)  als That Guy With the Glasses (dt. etwa Der Typ mit der Brille) die Rolle des Kritikers The Nostalgia Critic. Michael Michaud ist Gründer, Administrator und CEO der Seite, betrieben wird sie inzwischen vom Unternehmen Channel Awesome (ebenfalls von Michael Michaud zusammen mit Mike Ellis und Bhargav Dronamraju gegründet). Mittlerweile umfasst die Seite laufend neue Rubriken weiterer Beteiligter, die teils eigene Webseiten haben oder erst durch That Guy with the Glasses bekannt wurden.

## Rubriken
Die umfangreichsten Rubriken der Seite sind die von Douglas Walker gestalteten 5 Second movies, The Nostalgia Critic, Bum Reviews und Ask ThatGuy.
Unter dem Titel 5 Second movies (dt. 5-Sekunden-Filme) werden Clips aus bekannten Kinofilmen veröffentlicht, die auf humoristische Weise den gesamten Inhalt des Films wiedergeben sollen. Dennoch sind die Videos in den seltensten Fällen genau 5 Sekunden lang.

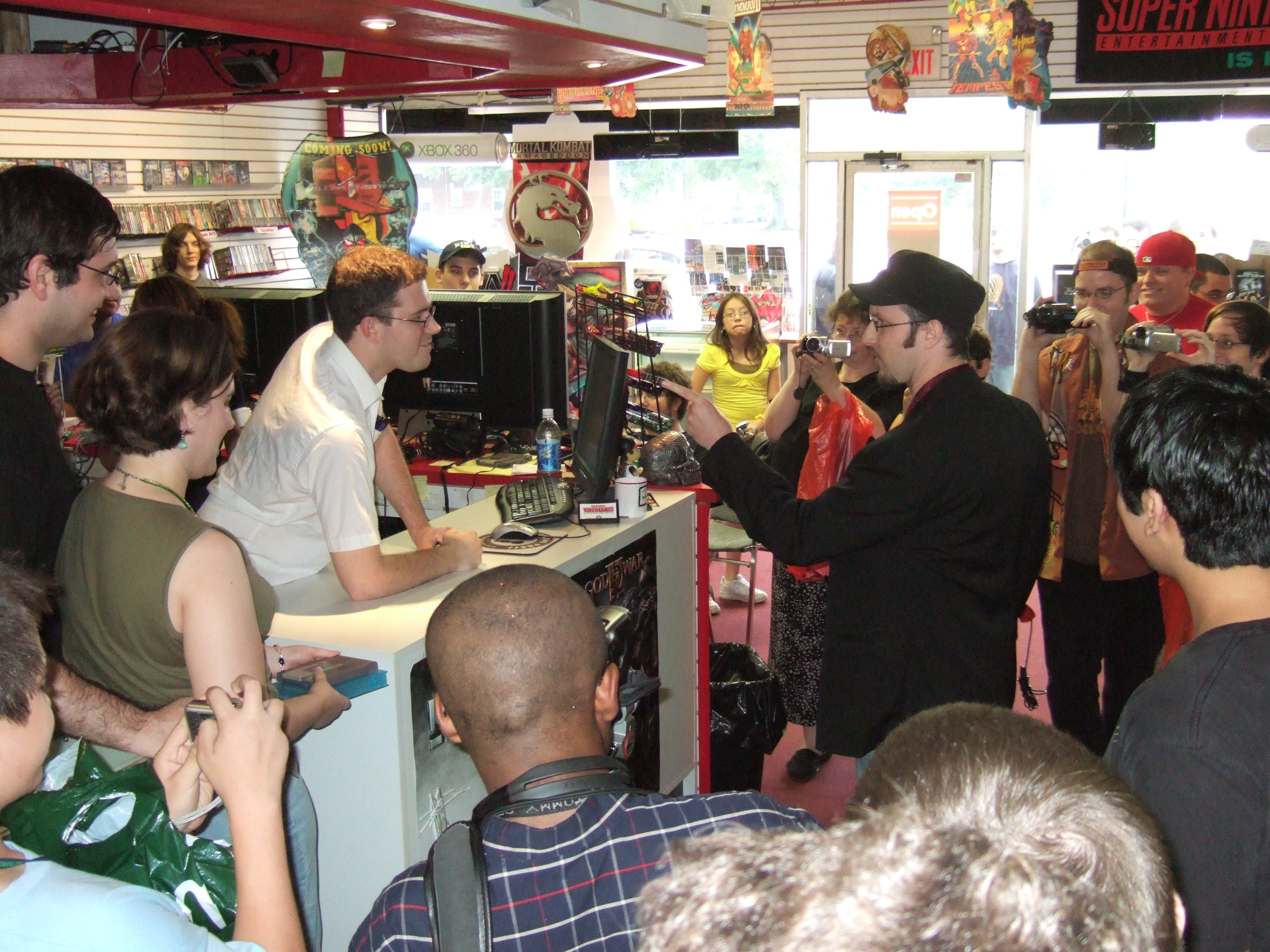
Der „Nostalgia Critic“ (rechts) diskutiert mit dem „Angry Video Game Nerd“ (2008)

In The Nostalgia Critic (dt. Der Nostalgiekritiker) rezensiert Douglas Walker zumeist schlechte Filme und Serien auf satirische Weise. Es wird ihm eine Ähnlichkeit zum Stil des Angry Video Game Nerd nachgesagt, was zu einer fiktiven Fehde der beiden Internetpersönlichkeiten führte. Die meisten Filme stammen aus seiner Kindheit und Jugend, den 1980ern und 1990ern. Die Videos eröffnet Walker mit dem Slogan „Hello, I'm the Nostalgia Critic. I remember it, so you don't have to“. (dt. etwa „Hallo, ich bin der Nostalgiekritiker. Ich erinnere mich daran, damit ihr es nicht müsst.“) Neue Kritiken wurden wöchentlich, meist mittwochs, veröffentlicht. Im September 2012 verkündete Walker per Videobotschaft das vorläufige Ende für den Nostalgia Critic, jedoch verkündete er in einem Video im Januar 2013 die Rückkehr des Nostalgia Critic ab 5. Februar 2013, jedoch zukünftig zweiwöchentlich sowie nicht auf eine Zeitperiode festgelegt.
Bei Bum Reviews (dt. etwa Pennerkritiken) handelt es sich um eine Reihe von Kritiken zu aktuellen Filmen, die von Walker in der Rolle eines betrunkenen Obdachlosen geführt werden. Der Bum neigt dazu, sich mit Situationen und Personen aus den betreffenden Filmen zu identifizieren, auch wenn es sich hierbei um völlig unrealistische Vergleiche handelt. Außerdem erwähnt er oft, dass er Drogen konsumiert.
In Ask ThatGuy (dt. Frag DenTyp) werden eingesendete Fragen auf humoristische und/oder absurde Weise beantwortet. Walker sagte später zur Person des Ask ThatGuy, dass er eine Frage-Antwort-Serie erfinden wollte, deren Protagonist einfach jede ihm gestellte Frage falsch versteht. Charakteristisch für ThatGuy ist eine überzogene rassistische, perverse und kontroverse Einstellung zu den meisten Themen.
Neben den von Douglas Walker produzierten Videos werden in wechselnden Rubriken Beiträge weiterer Beteiligter geboten, wobei die Themen von Videospielen über Animes bis zu Comics reichen. Die Bekanntesten sind Angry Joe mit seiner The Angry Joe Show (Videospiele und aktuelle Filme), Linkara mit Atop the 4th Wall (Comics) und The Game Heroes (Videospiele).
Außerdem bietet die Seite ein Blog, ein Forum und einen Chat, die zumeist zur Diskussion über die Inhalte der Videos genutzt werden.

## Entstehung und Produktion
Walkers Videos wurden zunächst auf YouTube veröffentlicht. Es kam jedoch zu Beschwerden mehrerer großer Filmstudios wie 20th Century Fox und Lions Gate wegen Urheberrechtsverletzungen, da Walker in seinen Kritiken Sequenzen aus den besprochenen Filmen und Serien verwendet. Obwohl Walker erklärte, dass seine Videos unter die Fair-Use-Regel fallen würden, wurden alle Videos und Kanäle von YouTube gelöscht.
Daraufhin gründete er im April 2008 zusammen mit Mike Michaud und dessen Firma Channel Awesome die Seite That Guy with the Glasses. Dort wurden seine Videos und vor allem seine neuesten Werke zur Verfügung gestellt. Später kamen dann Videos von etlichen anderen Autoren, teilweise Fans der Website, dazu.
Die Videos mit Douglas Walker werden in dessen Heimat Naperville produziert. Täglich erscheinen insgesamt bis zu 5 neue Videos.

## Erfolg
Innerhalb des ersten Jahres wurde die Seite im Monat von etwa 800.000 einzelnen Besuchern aufgerufen und generierte 10.000 US-Dollar Werbeeinnahmen pro Monat.

## Kritik und Kontroverse
Im April 2018 veröffentlichten 20 ehemalige Mitarbeiter von Channel Awesome ein rund 70-seitiges Dokument namens „Not So Awesome“, in dem sie schwere Vorwürfe gegen Channel Awesome bzw. That Guy with the Glasses erhoben. Sie beklagten unter anderem schlechte Arbeitsbedingungen, schlechte Behandlung und Mobbing durch Vorgesetzte, und schlechte Bezahlung. Infolge verließen viele der bei That Guy with the Glasses beschäftigten Künstler die Webseite und setzten ihre Karriere auf anderen Plattformen wie YouTube fort. Mittlerweile sind neben den Shows von Doug Walker nur noch zwei andere Künstler auf der Webseite gelistet.
Im September 2019 veröffentlichte Doug Walker ein Video zum Film Pink Floyd - The Wall, das weniger ein Review als eine parodistische Nacherzählung des Films inklusive Parodien von Pink-Floyd-Songs war. Dieses Video erhielt eine sehr negative Rezeption; kritisiert wurden der niedrige Produktionsstandard, die geringe Qualität des Humors und schwache Kritik des parodierten Films. Dies führte dazu, dass viele andere YouTuber Reaktions-Videos dazu machten und das Video so zu einem Meme wurde.